# الكستبة (النادرة)

تعديل مصدري - تعديل

الكستبة هي إحدى قرى عزلة مالك بمديرية النادرة التابعة لمحافظة إب، بلغ تعداد سكانها 173 نسمة حسب تعداد اليمن لعام 2004.